# 배팅 케이지

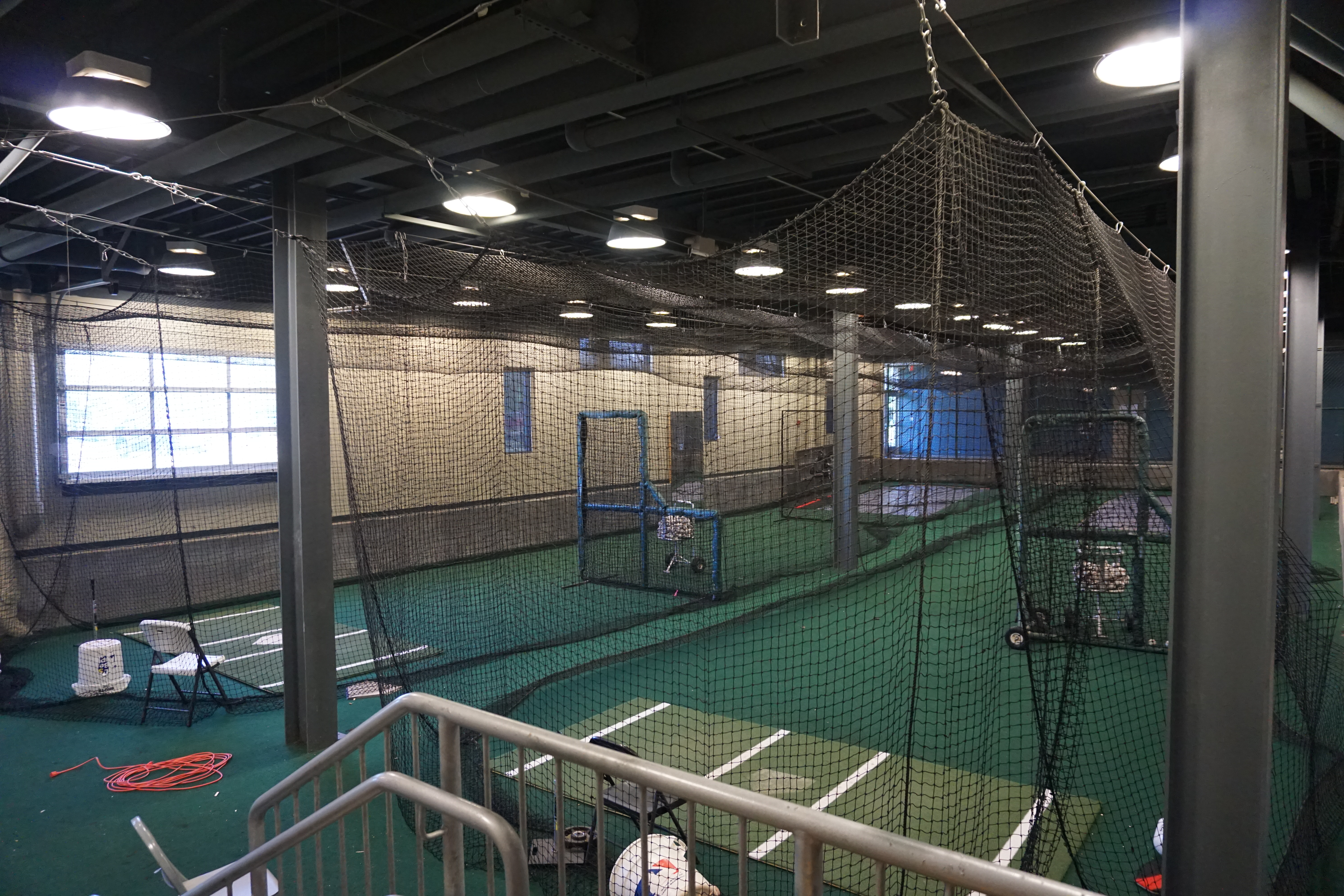
2017년 5월 아칸소주 스프링데일 (아칸소주)의 아베스트 야구장의 배팅 케이지

배팅 케이지(batting cage)또는 터널(tunnel)은 야구나 소프트볼 선수들이 타격 (야구) 기술을 연습할 수 있는 밀폐된 공간이다.
배팅 케이지에 가장 적합한 재질은 그물이며, 일반적으로 직사각형 모양이다. 철망은 필수는 아니지만, 파손 방지를 위해 그물을 둘러싸는 데 유용할 수 있다. 그러나 이 재질은 펜스를 휘게 하고 공을 손상시킬 수 있으므로 1차 충격층으로는 적합하지 않는다. 배팅 케이지에 적합한 그물은 마름모꼴 또는 정사각형이다. 두 가지 유형의 그물 모두 장단점을 가지고 있다.

## 사용
타자는 케이지 한쪽 끝에 서 있고, 반대쪽 끝에는 투구 기계(또는 드물게는 사람 투수)가 있다. 투수 또는 투구 기계가 타자에게 공을 던지면 타자는 공을 친다. 타구가 투수나 투구 기계에 맞지 않도록 투수용 L자형 보호 스크린을 사용하는 것이 좋다.
케이지는 날아간 공을 일정 범위 내로 유지하여 쉽게 주워서 잃어버리지 않도록 하는 데 사용된다. 배팅 케이지는 실내와 실외 모두에 있다.
배팅 케이지의 내부 바닥은 경사져 있어 야구공이 자동으로 자동 투구기로 다시 들어가도록 되어 있다. 경사 바닥을 사용하는 자동 투구기는 일반적으로 공식 솔리드 코어 가죽 하드볼보다는 합성 야구공이나 소프트볼을 투구한다.
상업용 배팅 케이지는 여러 가지 속도로 투구하며, 소프트볼의 경우 시속 48km(30마일)에서 시속 140km(90마일)까지 다양하다.
크리켓 타자들이 사용하는 크리켓 네트와 터널은 용도가 비슷하지만, 볼링 머신은 실제 투수를 상대하는 것보다 훨씬 흔하지 않는다. 야구 투수들은 별도의 터널에서 연습하는 경향이 있다.
네트의 품질과 내구성은 매우 다양하다. 21번 게이지는 리틀 리그 선수에게, 36번 게이지는 고등학생 선수에게, 60번 게이지는 상업용 시설과 프로 선수에게 권장된다. 이 네팅 인포그래픽 가이드와 같은 리소스는 용도에 가장 적합한 네팅을 식별하는 데 도움이 된다.